# Nghĩa Thắng, Đắk R'lấp
Nghĩa Thắng là một xã thuộc huyện Đắk R'lấp, tỉnh Đắk Nông, Việt Nam.

## Địa lý
Xã Nghĩa Thắng nằm ở phía nam huyện Đắk R'lấp, có vị trí địa lý:
- Phía đông giáp xã Nhân Đạo
- Phía tây giáp xã Đắk Sin
- Phía nam giáp xã Đạo Nghĩa
- Phía bắc giáp các xã Đắk Wer và Kiến Thành.

Xã có diện tích 46,91 km², dân số năm 2022 là 10.470 người, mật độ dân số đạt 219 người/km².
Xã gồm có 10 thôn trực thuộc là: Quảng Sơn, Quảng Bình, Quảng Thuận, Quảng Chánh, Quảng Trung, Quảng Hòa, Quảng Tiến, Quảng Lợi, Bù Đốp, Bon BuZarah.

## Lịch sử
Từ lâu đời vùng đất là địa bàn sinh sống tại chỗ của người M'Nông.
Từ cuối những năm 50 đầu thập niên 60 của thế kỷ XX, các cư dân từ các tỉnh miền trung như Quảng Trị, Quảng Nam, Quảng Ngãi đã đến sinh sống tại khu vực xã Nghĩa Thắng và Đạo Nghĩa ngày nay.
Ngày 06 tháng 8 năm 1965 xã Đạo Nghĩa được thành lập, là một xã thuộc quận Kiến Đức, tỉnh Quảng Đức.
Sau năm 1975, Đạo Nghĩa là một xã thuộc huyện Đắk Nông, tỉnh Đắk Lắk.
Ngày 22 tháng 11 năm 2006 Chính phủ ban hành Nghị định 142/2006/NĐ-CP sở đó thành lập 2 xã mới trên cơ sở xã Đạo Nghĩa cũ là: Xã Nghĩa Thắng với 4.910 ha diện tích tự nhiên và 6.762 người; xã Đạo Nghĩa 5.793 ha diện tích tự nhiên và 3.839 người.